# Безруков, Алексей Николаевич
Алексей Николаевич Безруков (4 октября 1847 — после февраля 1917) — купец I-ой гильдии, депутат Государственной думы Российской империи III созыва от Воронежской губернии.

## Биография
Дед А. Н. Безрукова, Егор Федорович (1761—?), в 1816 году был купцом 3-й гильдии в Воронеже. У него с женой Авдотьей Филипповной было семеро детей, среди них был и отец Алексея, Николай Георгиевич Безруков (1809—?). Мать Алексея, Елизавета Филипповна (1819—?) была на 10 лет моложе мужа.
Поступил в Воронежскую классическую гимназию и окончил её в 1865 году. Купец I-ой гильдии, владелец крупчатой мельницы. В конце XIX века (1892) продолжал вести хлебную торговлю вместе с братом Павлом, держал лавку в мучном ряду. Был одним из компаньонов паровой мельницы «Второго товарищества русских мукомолов», основанной в 1889 году в Воронеже, о ней и ныне напоминает Мельничный переулок и находящийся рядом мельничный комбинат «Воронежский», предтечей которого и была перестроенная в советское время мельница Безрукова и коллег. Кроме дома в Воронеже, получил от отца по наследству имение в селе Минкина Ведуга в Землянском уезде, при котором с 1840 года действовала вальцовая мельница, и молодой сосновый лес в Бобровском уезде. Позднее самостоятельно купил ещё одну мельницу в Воронежском уезде, лес в Рязанской губернии, и земельные участки в Землянском и Бобровском уездах. К 1907 году недвижимое имущество (мельница и дом) оценивалось в 150 тысяч рублей, землевладения имели площадь 1350 десятин. К 1915 году он имел в общей сложности 1400 десятин.
В 1877 году (по другим сведениям, с 1879) избран гласным Воронежской городской думы. Затем исполнял обязанности гласного уездного и губернского земств. 4 сентября 1897 года избран Воронежским городским головой, 8 июня 1901 переизбран на второй срок. 18 января 1903 года отказался от поста городского головы. Казначей Воронежского отдела общества Красного Креста. Являлся членом советов различных благотворительных учреждений. С 1878 вплоть до 1917 (возможно, с перерывами) был членом учётного комитета Воронежского отделения государственного банка. Ктитор церкви при Александровском детском приюте. Почётный мировой судья. В 1901 году ему было пожаловано звание «потомственный почётный гражданин», после этого Безруков перестал записываться в купеческую гильдию, формально выбыл из этого сословия. Состоял членом партии «Союз 17 Октября».
19 октября 1907 года избран в Государственную думу III созыва Воронежским губернским избирательным собранием от первого съезда городских избирателей. Вошёл в состав фракции умеренно-правых. Состоял в Бюджетной комиссии. Участвовал в прениях по проекту государственной росписи доходов и расходов на 1908 год. Выступил с речами о проекте государственной росписи на 1908 год и о смете Управления железных дорог. Сделал заявления о поднесении императору «всеподданнейшего адреса» и об избрании комиссии для составления этого письма. 10 июня 1908 года заявил об отказе от депутатских полномочий. 21 сентября 1908 года на его место избран С. А. Петровский.
14 февраля 1917 года на заседании Воронежской думы заявил о своем выходе из состава гласных.
Дальнейшая судьба и дата смерти неизвестны.

## Семья
- Жена (с 1876) — Анна Петровна, урождённая Борисова (1857—?)[4].
  - Дочь — Елена (в замужестве Джебли, 1879—1958, Рабат)[5],
  - Дочь — Ольга (1882—?)[4],
  - Дочь — Елизавета (1883—?)[4],
  - Дочь — Надежда (1888—?)[4],
  - Сын — Сергей (1887—?)[4],
  - Дочь — Наталия (1889—?)[4],
  - Дочь — Марианна (1894—?)[4],
  - Дочь — Анна (1896—?)[4],
  - Дочь — Екатерина (1899—?)[4].

В 1964 году в СССР проживали Елизавета (ул. Пролетариев в Воронеже), Марианна, Екатерина, Надежда, Анна.
- Брат — Павел (1858—?)[1].

## Награды
Четыре золотые медали «За усердие» (1884, 1888, 1895, 1899 гг.), ордена Св. Анны (1901, 1906 гг.), Св. Станислава (1902 г.), Св. Владимира (1910 г.)

## Адреса
- XIX век — Воронеж, 2-й Острогожская улица (ул. Кирова), угол с Верхне-Стрелецкой (Куцыгина)[1].
- С 1900 годов — Воронеж, Пушкинская ул., д. 20 (изначально принадлежал его тестю Петру Сергеевичу Борисову, с 1911 году полностью перешёл в собственность семьи А. Н. Безрукова), известен воронежцам как «Дом Безрукова».[1]
- Дом и мельница с. Гремячий Колодезь Семилукского района, ранее относилась к селу Минкина Ведуга (современный х. Бехтеевка)[источник не указан 703 дня]

### Рекомендованные источники
- Рылов В. Ю. Правое движение в Воронежской губернии. — Воронеж, 2002.
- Российский государственный исторический архив. Фонд 1278. Опись 9. Дело 63.

## Комментарии
1. ↑  По другим сведениям[3] окончил Киевскую классическую гимназию. Данное утверждение нуждается в проверке, так как противоречит двум другим источникам.